# 음포넹 금광
음포넹(Mponeng)은 하우텡주의 비트바테르스란트 분지에 위치한 남아프리카 공화국의 초심부 판상형 금광이다. 이전에는 웨스턴 딥 레벨스 1호 갱으로 알려졌으며, 이 광산은 1986년에 운영을 시작했다. 이 광산은 생산량과 규모 면에서 세계에서 가장 중요한 금광 중 하나로, 지표면 아래 4 킬로미터 (2.5 mi) 이상 깊이에 이른다. 이 깊이에서 음포넹은 더 많은 매장량을 확보하기 위해 4km 이상 광산을 심화할 목표를 가지고 지표면에서 세계에서 가장 깊은 광산이라는 타이틀을 차지하고 있다. 지표면에서 가장 깊은 지점까지 이동하는 데 한 시간 이상이 걸린다. 한 에콰도르인 마라톤 선수는 2017년에 이 광산 내에서 하프마라톤을 완주했다. 이 광산은 전체 도시와 마을을 포함하여 매우 많은 사람, 회사 및 산업을 지원한다.

## 운영

### 역사
지구상에서 가장 큰 금 광화대인 비트바테르스란트의 일부인 음포넹은 유럽인에 의한 분지 발견의 결과이다. 1850년대부터 1870년대에 걸쳐 피터 야코부스 마라이스가 강에서 사금 채취를 하고 헨리 루이스가 농장에서 석영과 금맥을 발견하는 등 일련의 광물 발견이 이루어졌고, 이는 1886년 비트바테르스란트 골드러시로 이어졌다. 이러한 발견은 많은 광산 운영으로 이어졌고, 약 5년간(1981년)의 갱도 굴착 끝에 음포넹은 1986년에 공식적으로 광산 운영을 시작했다. 음포넹 이전에는 이 광산이 웨스턴 딥 레벨스 사우스 갱 또는 1호 갱으로 알려져 있었고, 음포넹이라는 이름은 1999년에 사용되기 시작했다.

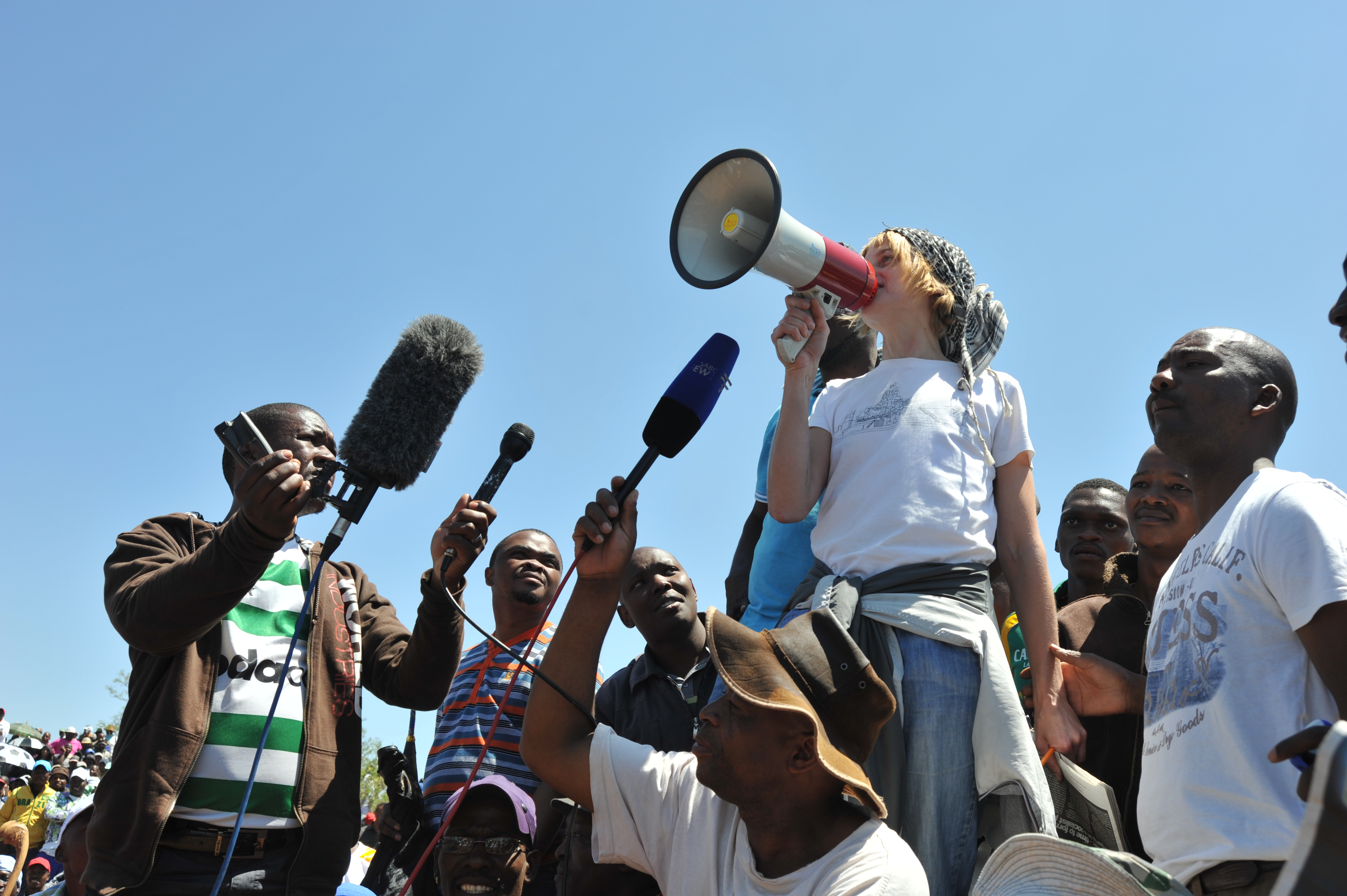
2012년 전국 파업 기간 중 칼턴빌에서 파업 중인 광부들에게 연설하는 리브 샨지.

이 광산은 2029년까지 생산될 것으로 예상되며, 이때 매장량이 고갈될 수 있다. 이 광산은 1986년부터 운영되어 43년 동안 운영될 가능성이 있다. 현재 깊이는 약 3.8km에 달하며, 남은 생산 기간 동안 4.2km 이상 깊이에 도달할 가능성이 높다. 이 광산은 1986년 개장 이후 계속 운영된 것은 아니다. 2020년 3월의 지진 발생으로 인명 피해가 발생하여 운영이 중단되었다. 다른 많은 광산과 마찬가지로 음포넹도 2020년 5월 코로나바이러스감염증-19 팬데믹으로 인해 폐쇄되었지만, 이후 생산을 재개했다.
남아프리카 공화국 광업 지구에서의 파업은 1900년대에 두드러졌는데, 예를 들어 1946년 8월의 남아프리카 금광 파업이 있다. 음포넹은 세기가 바뀔 무렵에야 운영을 시작했기 때문에 2012년을 제외하고는 그 이후로 주목할 만한 다른 파업은 없었다. 2012년, 음포넹이 앵글로골드 아샨티 소유였을 때 파업이 발생했다. 이 파업은 남아프리카 공화국의 금 및 백금 산업 노동자 문제들이 복합적으로 작용한 결과였다. 앵글로골드의 입장은 안전, 평화, 안정을 유지하는 것이었다. 2012년의 파업 행동은 음포넹뿐만 아니라 남아프리카 공화국 전체 광업 노동력의 거의 16%에 달했다. 앵글로골드는 특히 35,000명에 가까운 노동자들이 불법 파업으로 작업 도구를 내려놓는 것을 경험했다. 음포넹에서는 아니지만, 2012년 파업에는 인근 백금 광산에서의 불법 파업이 포함되었고, 이는 경찰과의 충돌로 광부 34명 사망으로 끝났다.

### 운영 및 소유권
아프리카 최대의 금 생산 업체인 하모니 골드는 2020년에 앵글로골드 아샨티 (AGA)로부터 약 2억 달러에 음포넹을 매입했다. 하모니 골드는 2020년 말 AGA의 나머지 자산을 인수하면서 광산 폐기물 솔루션도 확보했다. 2022년 현재, 생산에 드는 총 비용은 온스당 미화 1771달러 (트로이 온스당 미화 1614달러)였다. 금 가격이 기록적으로 높은 수준임에도 불구하고, 음포넹은 겨우 손익분기점을 넘고 있다. 금은 현재 온스당 약 2080달러 (트로이 온스당 1900달러)의 가치를 지닌다. 음포넹에서는 매일 5,400톤 이상의 암석이 채굴된다. 하모니 골드는 폐쇄를 제외하고는 운영을 유지해 왔다:
하모니 골드의 가장 최근 발행물은 2023년 생산량을 다음과 같이 요약한다:
- 생산량: 금 7,449kg (239,490 온스)[2][더 나은 출처 필요]
- 등급: 8.43g/t[2]
- 제련된 광석량: 884,000 톤[2]

## 물리적 조건

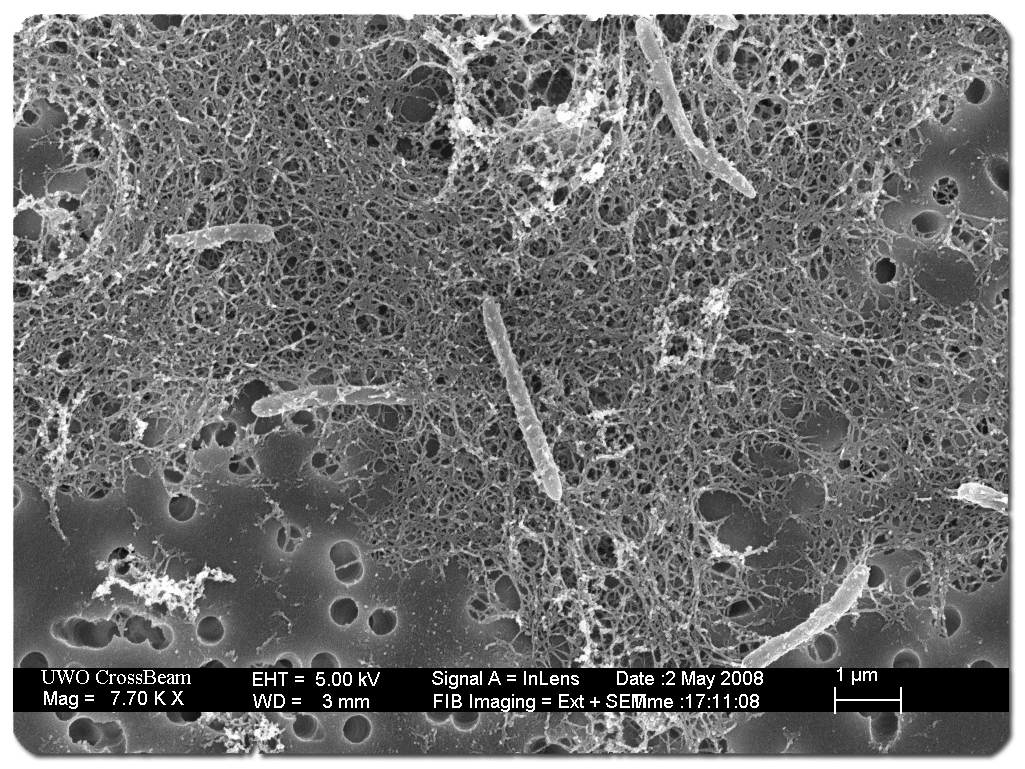
음포넹 금광에서 발견된 데술포루디스 아우닥스비아토르 군체

암석의 온도는 66 °C (151 °F)에 달하며, 광산은 터널 공기를 30 °C (86 °F) 아래로 냉각시키기 위해 지하로 슬러리 얼음을 펌프한다. 콘크리트, 물 및 암석의 혼합물이 굴착된 지역에 채워져 추가적으로 단열재 역할을 한다. 터널 벽은 강철 섬유로 보강된 유연한 숏크리트로 고정되며, 이는 다이아몬드 메쉬 그물망으로 더욱 단단히 고정된다.
2008년, 극한환경 미생물을 찾던 연구자들은 광산 수 킬로미터 깊이의 지하수 샘플에서 박테리아 데술포루디스 아우닥스비아토르가 존재한다는 것을 발견했다. '아우닥스비아토르'라는 이름은 쥘 베른의 소설 지구 속 여행에 나오는 라틴어 구절에서 유래했다: "Descende, audax viator, et terrestre centrum attinges."("용감한 여행자여, 내려가서 지구의 중심에 도달하라.")

## 지질학 및 금을 함유한 균열
이 광산은 비트바테르스란트 분지에 위치하며 벤트서도르프 접촉층(Ventersdorp Contact Reef)과 탄소 선두층(Carbon Leader Reef)의 두 가지 지층을 활용한다. 음포넹 광산의 벤트서도르프 접촉층은 주로 층간 규암과 거친 역암으로 구성되며 두께는 1미터에서 2미터에 불과하다. 비트바테르스란트 분지는 과거에 많은 충상 단층 작용을 겪었으며, 그 결과 풍부한 균열이 발생했다. 이러한 작은 단층들은 종종 퇴적물 및 퇴적물 접촉면과 일치한다. 이러한 단층을 따라 광화 유체가 흐르며, 이는 금의 침전 또는 광화를 초래한다. 이 복잡한 지질학적 역사는 금 광화와 높은 연관성을 가지며, 비트바테르스란트 분지는 금 매장량의 거의 3분의 1을 차지하고 전체 금의 40% 이상을 생산한다. 음포넹은 약 4,600만 온스(1,300톤 이상)의 금 매장량을 보유하고 있으며, 이는 남아프리카 공화국에 위치한 두 번째로 깊은 금광인 '드리폰테인'의 8배 이상에 달한다.
금 광화 작용은 열수 활동과 관련이 있으며, 위에서 언급한 암맥으로 알려진 다양한 암석학적 역암에서 발생한다. 금이 발견되는 층서학적 두께는 약 10cm에서 1미터까지 다양하다. 금은 이러한 다양한 두께의 자갈층, 쌓인 하천 퇴적물 및 기타 지층에서 발견된다. 음포넹의 경우, 금은 이전에 언급된 충상 파쇄와 다음과 같은 광물화와 관련이 있다:
- 급경사 석영/황화물 함유 균열
- 준수평 석영 균열
- 황화물 함유 균열
- 초파쇄암
- 중간상 탄화수소[26]

대부분의 광산과 마찬가지로 음포넹은 지질학적 구조 통제의 제한을 받는다. VCR 광물화는 주로 초기 클립리비에르베르크 시대의 위에 논의된 충상-균열 시스템에 의해 지배된다. VCR과 CLR 자체는 약 27억 년 전에 형성되었으며, 많은 변형과 변화를 겪었다.

## 환경 영향
남아프리카 공화국은 수년 동안 광업 관련 오염의 영향에 시달려 왔다. 광업이 남아프리카 공화국 GDP의 약 8%를 차지한다는 점을 고려할 때, 광업 관련 환경 피해는 막대하다. 1998년에는 광업 산업이 연간 생산되는 5억 3,360만 톤의 폐기물 중 거의 90%를 차지했다. 1998년 자료에 따르면 금광업은 남아프리카 공화국에서 가장 큰 단일 오염원이다. 이 오염의 많은 부분은 비트바테르스란트 분지에서 발생하며, 이곳에는 18,000 헥타르를 덮는 270개 이상의 광미 저장 시설이 있다.
광업은 크게 두 가지 종류의 폐기물을 생성한다: 폐석 더미와 광미 저장 시설(TSF). 폐석 더미는 광석에 도달하기 위해 제거해야 하는 암석이며, 음포넹의 경우 광산의 깊이가 깊기 때문에 상당한 양의 폐석 더미가 발생한다. 광미는 광석을 분쇄하고 갈아내는 과정에서 생성되며, 매우 미세한 실트 크기의 물질이 생산되어 쌓인다. 광미는 특히 유해한 화학 물질을 포함할 수 있어 심각한 환경 및 건강 문제를 야기한다. 장기적인 영향도 우려된다. 광산 활동이 계속되거나 중단되거나 폐쇄되더라도 이러한 TSF는 주변 환경에 심각한 위험을 초래할 수 있다. 광산 폐쇄 후 72년이 지나도 오염이 지속되는 것으로 나타났다.
이 광산은 2024년에 933,205톤의 이산화탄소 환산량(CO2e)을 배출했다. 금광업은 주로 중장비 사용, 광석 처리, 에너지 집약적인 정련 방법을 통해 온실가스 배출에 기여한다. 남아프리카 공화국에서는 디젤 연료 장비, 폭발물, 그리고 주로 화석 연료에서 파생되는 전력 소비가 상당한 양의 이산화탄소(CO₂)와 메탄(CH₄) 배출로 이어진다.
환경 외에도 비트바테르스란트 분지 주민들은 바람에 날리는 먼지에 대해 불평해왔는데, 대부분은 부분적으로 복구된 TSF에서 비롯된다. 앵글로 아샨티는 2012년부터 기상 데이터를 기록하기 시작했고, 하모니 골드는 2020년 인수 후부터 모니터링을 인계받았다. 주민들은 중금속 함량과 실리카 함량에 대해 우려하는데, 둘 다 심각한 건강 위험을 초래하기 때문이다(규폐증, 결핵, 기관지염, 만성 폐쇄 폐 질환 (COPD), 폐암). 2020년 연구에 따르면, 이 지역 금광의 TSF에서 발생하는 PM10 대기 오염에서 실리카와 우라늄의 농도가 증가한 것으로 나타났다.
남아프리카 공화국에서 광업으로 인한 중금속 오염은 토양 및 수질 오염의 주요 원인이다. 오염은 몇 가지 원인에서 발생한다:
- 광산 산성 배수 (AMD)
- 염류집적
- 잠재적으로 유독한 원소(PTE)의 높은 농도
  - 주로 중금속, 비소(준금속) 포함.
- 대기 중 먼지

### 환경 복원
남아프리카 공화국의 금광업 관련 오염 문제를 해결하기 위한 두 가지 행동은 새로운 오염 방지와 기존 오염 복원이다. 예방과 복원의 단점은 둘 다 매우 어렵고 비용이 많이 들며, 광업 산업이나 남아프리카 공화국 모두 오염에 대한 완전한 전환을 감당할 수 없다는 사실이다.
TSF 내 PTE를 고정하는 것이 오염 예방 및 통제의 주요 초점이다.
- 산성 광미를 적절한 pH(>5.5)로 석회 처리하면 양이온 PTE의 이동성을 크게 줄일 수 있다. 이를 위해서는 많은 양의 석회가 필요하다.
- 양이온 교환 용량이 높은 점토나 유기물을 PTE 흡수 목표로 적용한다.
- 음이온성 PTE를 고정할 수 있는 세스퀴산화물(M2O3)을 적용한다.
- 수산화물 또는 인산염을 적용하며, 석회 처리와 유사한 효과를 낸다.

예방 및 복원 외에, 환경을 보호하기 위해 격리가 안전하지 않은 TSF에서 남아 있는 광미 물질을 제거해야 한다고 제안되었다.

## 지진 활동
광산의 지진 활동은 막대한 양의 암석을 제거하면 응력 역학이 달라질 수 있기 때문에 흔히 발생하며, 특히 기존 단층이 존재할 경우 더욱 그렇다. 이러한 지진 활동은 '광산 유발 지진 활동'이라고 불리며, 탄성 변형의 해방으로 인해 발생하지만 종종 낮은 모멘트 크기를 나타낸다. 하루에 1,000건 이상 발생하는 모든 규모의 사건은 광산 운영 및 직원에게 심각한 위험을 초래한다. 장비가 손상되거나 사건으로 인해 갱도 및 채굴장이 붕괴되는 일은 드문 일이 아니다.
2007년 12월 27일, 음포넹 내의 한 암맥에서 광산 내 굴착으로 인한 응력 변화로 인해 1.9 규모의 지진이 발생했다. 2020년 3월에는 음포넹에서 규모 2의 지진이 발생하여 3명이 사망했다. 깊은 광산에서는 수직 응력이 80-100 MPa에 달할 수 있으며, 이는 수심 10km에 해당하는 압력과 유사하다. 심부 금광의 지진 활동은 흔하며, 종종 광산 활동에 의해 유발된다. 두 가지 사건이 고려될 수 있다:
- 유형 A - 낮은 모멘트 규모(<1), 시간과 공간적으로 밀집되어 있으며, 광산 표면으로부터 100m 이내에 발생.
  - 발파, 굴착 과정의 교란, 채굴장 폐쇄에 의해 유발된다.
- 유형 B - 더 높은 모멘트 규모(>3)를 가질 수 있으며, 시간이나 공간적으로 밀집되어 있지 않다.
  - 마찰 지배적인 기존 전단, 구조 지진과 관련이 있다.

깊이에서 발생하는 대부분의 지진은 광산 관련(유형 A)이며, 일반적으로 새로운 채굴장의 시작과 관련이 있다.

### 연구
앞으로 나아갈 한 가지 방법은 암석 파열 및 굴착 방법에 대한 더 나은 이해이다. 더 나은 이해는 더 나은 안전 프로토콜을 제공할 수 있다. 심부 광산과 그와 관련된, 종종 낮은 규모의 지진을 활용하는 중요한 방법은 실험실 규모의 실험을 실제 상황과 연결하는 것이다. 또한 이러한 지진의 핵 생성 과정을 이해하려는 상당한 연구가 진행 중이며, 이것이 더 큰 지진과 동일하게 작동하는지 여부를 파악하고 있다. 음포넹에서는 JAGUARS (남아프리카 일본-독일 음향 방출 연구)가 가속도계 및 압전 음향 방출 센서 네트워크를 구축했다. 이 센서들은 매우 작은 모멘트 규모의 지진을 기록할 수 있으며, 0.7 kHz에서 200 kHz (M<0.5) 주파수의 이벤트를 기록할 수 있다. 2007-2008년 1년 동안 약 500,000건의 이벤트가 기록되었으며, 대부분 낮은(25 kHz 미만) 주파수를 보였다. JAGUARS 네트워크는 벤트서도르프 접촉층 아래에 배치되어 있으며, 8개의 음향 방출 센서, 2개의 변형계, 1개의 삼축 가속도계로 구성되어 있다.

## 같이 보기
- 금광
- 비트바테르스란트
- 지진 활동
- 광미
- 하우텡주
- 광산 산성 배수